# V398 Андромеды
V398 Андромеды (лат. V398 Andromedae) — двойная звезда в созвездии Андромеды на расстоянии приблизительно 2915 световых лет (около 894 парсеков) от Солнца. Видимая звёздная величина звезды — от +8,34m до +8,23m.

## Характеристики
Первый компонент — красный гигант, пульсирующая медленная неправильная переменная звезда (LB:) спектрального класса M2. Масса — около 2,08 солнечных, радиус — около 198,788 солнечных, светимость — около 1961,312 солнечных. Эффективная температура — около 3543 K.
Второй компонент — коричневый карлик. Масса — около 29,98 юпитерианских. Удалён на 1,909 а.е..